# Oh!カップルスター
『Oh!カップルスター』（オーカップルスター）は、NET系列局（一部を除く）で放送されていたNETテレビ（現・テレビ朝日）製作のゲームバラエティ番組である。芸能人たちが男女でペアを組んで出場し、ゲームに挑戦していた。全13回。製作局のNETテレビでは1974年10月2日から同年12月25日まで、毎週水曜 19:00 - 19:30 （日本標準時）に放送。

## 出演者

### 司会
- 湯原昌幸 - 次番組『'75びっくり人間登場』でも司会を担当（1975年3月まで）。
- 天地総子

### ゲスト
1. 野口五郎、高見山（後の東関親方）、川口浩・野添ひとみ夫婦 ほか
2. カルーセル麻紀、レツゴー三匹、山本リンダ ほか
3. 加茂さくら、いしだあゆみ、松山英太郎 ほか
4. 小川知子、ケーシー高峰、丹下キヨ子 ほか
5. 郷ひろみ、西川きよし・西川ヘレン夫婦、桂菊丸・泉アキ夫婦 ほか
6. 毒蝮三太夫、大村崑、敏いとうとハッピー&ブルー ほか
7. 谷岡ヤスジ、ぴんから兄弟 ほか
8. 内山田洋とクール・ファイブ、初代林家木久蔵（後の林家木久扇）、立川澄登 ほか
9. 斎藤こず恵、中田カウス・ボタン ほか
10. 林家こん平、西川峰子（後の仁支川峰子）、松島トモ子、東八郎、水森亜土 ほか
11. 三代目笑福亭仁鶴夫婦、小松方正夫婦、城みちる ほか
12. 田辺一鶴 ほか
13. 麻生よう子、水沢アキ、テレサ・テン ほか